# Operació Catecisme
L'Operació Catecisme, va ser un atac aeri britànic de la Segona Guerra Mundial que va destruir el cuirassat alemany Tirpitz. Es va dur a terme el 12 de novembre de 1944 per vint-i-nou bombarders pesats de la Royal Air Force que van atacar el vaixell de guerra al seu ancoratge a prop de la ciutat noruega de Tromsø. El vaixell va tombar després de ser tocat per almenys dues bombes i danyat per les explosions d'altres, l'atac va matar entre 940 i 1.204 membres de la tripulació; els britànics no van patir cap baixa.
L'atac va acabar amb una llarga sèrie d'operacions aèries i navals contra el Tirpitz que pretenia eliminar l'amenaça que representava per al transport marítim aliat. El cuirassat s'havia traslladat a la zona de Tromsø l'octubre de 1944 després de ser paralitzat el 15 de setembre durant l'Operació Paravane. Aquest atac l'havien dut a terme els esquadrons 9è i 617è de l'elit de la RAF, que van intentar sense èxit atacar Tirpitz de nou a Tromsø el 29 d'octubre durant l'Operació Obviate.
L'Operació Catecisme va tornar a utilitzar els plans de l'Operació Obviate, i va ser dirigida pels mateixos esquadrons. Els avions es varen enlairar de les bases del nord d'Escòcia i a causa de les condicions meteorològiques clares, els aviadors de la Commonwealth van poder atacar i bombardejar amb precisió el cuirassat. Els bombarders no van ser molestats per una unitat d'avions de combat alemanys que no van poder enlairar-se a prop de Tromsø a temps. Un bombarder va ser danyat significativament per l'artilleria antiaèria.
El Tirpitz, va bolcar al cap de pocs minuts d'haver estat bombardejat. Els socorristes van recollir centenars de persones de la tripulació de l'aigua, però pocs dels que varen quedar atrapats dins del casc es varen salvar. Diversos militars alemanys van ser condemnats per abandonament del servei després de l'atac. La destrucció del cuirassat es va celebrar als països aliats i Noruega, i es commemora amb diversos monuments i exposicions als museus.

## Antecedents
Des de principis de 1942, el Tirpitz representava una amenaça important per als combois aliats que transportaven subministraments a través del mar de Noruega fins a la Unió Soviètica. Estacionat en fiords a la costa noruega, el cuirassat va ser capaç d’aclaparar a les forces d’escorta propera assignades als combois de l’Àrtic o esclatar a l’Atlàntic nord. Per contrarestar aquesta amenaça, els aliats havien de mantenir una poderosa força de vaixells de guerra amb la flota interior britànica i els vaixells capitals acompanyaven la majoria de combois part del camí cap a la Unió Soviètica.
El Tirpitz va ser atacat reiteradament per les forces britàniques durant diversos anys. Els bombarders pesants de la Royal Air Force (RAF) van fer quatre incursions sense èxit al cuirassat entre el gener i l'abril del 1942 mentre estava estacionada a Fættenfjord. Des del març de 1943, el Tirpitz es va establir a  Kaafjord a l'extrem nord de Noruega. Durant l'Operacio Source el 22 de setembre, va ser greument danyat per explosius col·locats al seu casc per personal de la Royal Navy que havia utilitzat minisubmaríns per penetrar a Kaafjord.
Després del fracàs de l'operació Goodwood, es va decidir que altres atacs contra el Tirpitz serien infructuosos a causa de les insuficiències dels avions de la Royal Navy i el seu armament. En conseqüència, la responsabilitat de l'enfonsament del Tirpitz va ser transferida al Comandament de Bombarders de la RAF. El 15 de setembre de 1944, el 9è i el 617è esquadrons de la RAF van atacar el cuirassat a Kaafjord durant el que es va anomenar Operació Paravane. Aquesta operació va emprar bombarders pesats Avro Lancaster armats amb bombes pesades Tallboy i mines "Johnnie Walker". La bomba Tallboy pesava 5.400 kg i havia estat desenvolupada per destruir objectius fortament blindats. Quan es llançava des de gran altitud, la bomba podia penetrar en l'armadura de coberta d'un cuirassat abans d'explotar dins del vaixell. El Tirpitz va ser colpejat per un únic Tallboy durant l'atac que li va causar grans danys a la seva proa i va quedar inutilitzat pel combat.
Com que el Tirpitz no es podia reparar i les forces soviètiques avançaven cap a Kaafjord, el gran almirall Karl Dönitz, el comandant de la Kriegsmarine (l'armada alemanya), va ordenar que el traslladessin a prop de la ciutat nord-noruega de Tromsø i s'utilitzés com a bateria immòbil per defensar l'àrea de l'atac. Dönitz esperava que això també convencés als aliats que el Tirpitz continuava representant una amenaça. Es va seleccionar un ancoratge just a la costa de l'illa de Håkøya on es creia que l'aigua era poc profunda per evitar que el cuirassat s'enfonsés si un altre atac tenia èxit. El Tirpitz hi va arribar el 16 d'octubre. Es va trobar que la profunditat de l'aigua a l'amarratge era més gran del previst, cosa que va deixar el cuirassat vulnerable a l'enfonsament. A causa de l'espai que necessitaven els torpedes del Tirpitz, no va ser possible apropar-lo a la costa.
Els avions de reconeixement de la RAF i la Royal Navy van localitzar el Tirpitz a Tromsø el 18 d'octubre. Com que els serveis d'intel·ligència aliats no havien estat capaços de confirmar que el cuirassat havia estat inutilitzat, es va considerar necessari realitzar altres incursions aèries contra ell. Els esquadrons 9è i 617è de la RAF, van atacar Tirpitz el 29 d'octubre en la que es va designar Operació Obviate. Com que l'àrea de Tromsø es trobava dins de l'abast de les bases de la RAF al nord d'Escòcia si es modificaven els Lancaster, aquest atac era una mica més senzill que l'Operació Paravane. Per ampliar la seva autonomia, els Lancaster van ser equipats amb dipòsits de combustible addicionals i motors més potents, i es van retirar les seves torretes de canó cap endavant i mitjanes superiors i la placa blindada del pilot. La reducció de l'armament va deixar els Lancaster molt vulnerables als avions de combat alemanys i havien de volar sense escorta, ja que cap combatent britànic tenia l'abast necessari per arribar a Tromsø.
Durant l'Operació Obviate, els bombarders van volar cap al nord sobre el mar de Noruega i es van trobar sobre el llac Torneträsk, al nord de Suècia. Això va violar la neutralitat de Suècia, però va permetre als bombarders apropar-se a Tromsø des del sud-est. Els aliats creien que els alemanys no esperarien un atac des d'aquesta direcció. Tot i el cel clar durant la major part del vol, el Tirpitz va quedar cobert de núvols poc abans que els Lancaster arribessin al punt on havien de llançar les seves bombes Tallboy. Això va fer que fos impossible dirigir amb precisió l'atac al cuirassat, i els trenta-tres avions que van bombardejar no van aconseguir el seu objectiu. El Tirpitz va resultar lleugerament danyat per una bomba que va fallar el seu objectiu. Un dels Lancaster va fer un aterratge forçós a Suècia després de ser danyat per trets antiaeris, i la resta va tornar a la base.

## Preparatius

### Britànics
El Comandament de Bombarders continuava decidit a enfonsar el Tirpitz tan aviat com fos possible, i els preparatius per a un altre atac van començar poc després de l'Operació Obviate. Un informe publicat per la Divisió d'Intel·ligència Naval de la Royal Navy el 3 de novembre afirmava que continuava sent necessari atacar el Tirpitz al nord de Noruega. L'informe argumentava que el cuirassat podria ser reparat i fer-se totalment operatiu si no se l'atacava i podia arribar a un port important. Com que seria difícil dirigir-se al cuirassat durant el període de foscor gairebé perpètua a l'hivern septentrional, calia fer més atacs durant els vint-i-tres dies anteriors a l'inici d'aquest període. El grup 5è de la RAF va ordenar el 3 de novembre que el següent atac a Tirpitz es produiria el 5 de novembre i reutilitzaria els plans desenvolupats per a l'Operació Obviate. La incursió va ser designada com Operació Catecisme.
Dos avions De Havilland Mosquito meteorològics van estar estacionats a RAF Sumburgh a partir del 4 de novembre, des d'on realitzaven sortides diàries per controlar les condicions meteorològiques a la zona de Tromsø. El mateix dia, vint esquadrons del 9è i dinou esquadrons del 617è Squadron Lancasters, van ser enviats als camps d'aviació del nord d'Escòcia en preparació de l'operació. Aquella nit es va emetre un avís de tempesta i el 5 de novembre al matí es va cancel·lar la incursió. Tots dos esquadrons van tornar a les seves bases durant el dia. Els dos esquadrons es van tornar a desplegar a Escòcia el 7 de novembre, però aviat van tornar a les seves bases d'origen quan l'atac va ser cancel·lat.
El 10 de novembre, les tripulacions de Lancaster van ser informades d'un altre atac a Tirpitz. Ambdues esquadres es van traslladar al nord d'Escòcia l'11 de novembre, quan els informes meteorològics van indicar que hi hauria fins a dos dies de temps clar sobre Tromsø. Els avions es van dividir entre RAF Kinloss, RAF Lossiemouth i RAF Milltown.

### Alemanys

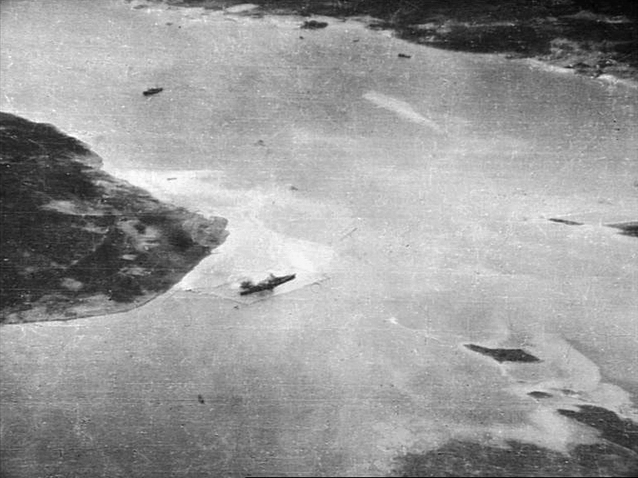
El Tirpitz al seu amarratge a l'illa de Håkøya al nord de Noruega el novembre de 1944

Les defenses del Tirpitz es van millorar després de l'Operació Obviate. Es van col·locar canons antiaeris addicionals a la zona de Tromsø i es van col·locar xarxes anti torpede al voltant del cuirassat. Aquests van augmentar la protecció que oferien els vaixells antiaeris Nymphe i Thetis i diverses bateries antiaèries a la costa. Les operacions de dragatge per reduir el nivell de l'aigua per sota del casc del cuirassat van començar l'1 de novembre. El 12 de novembre ja estaven mig completades. Els generadors de fum que anteriorment havien protegit el Tirpitz a Kaafjord encara s'estaven instal·lant en el moment de l'operació Catecisme i encara no estaven operatius. Al seu lloc, set vaixells de pesca equipats amb generadors de fum es van col·locar prop del cuirassat; aquests no eren capaços de generar una cortina de fum que pogués cobrir completament el Tirpitz.
La tripulació del cuirassat va continuar fent exercicis d'entrenament regulars i es va continuar preocupada pels possibles atacs aeris. El 4 de novembre, l'oficial comandant del Tirpitz, el capità Wolf Junge, va ser substituït per l'oficial executiu, el capità Robert Weber. Weber creia que en unes tres setmanes els dies serien prou curts per evitar nous atacs aeris. El 12 de novembre, aproximadament uns 1.700 homes eren a bord de Tirpitz.
Una força de trenta-vuit caces va ser traslladada a Bardufoss després de l'Operació Obviate per reforçar les defenses aèries de la regió de Tromsø. Aquests avions formaven part del Jagdgeschwader 5 (JG 5) i estaven sota el comandament temporal del major Heinrich Ehrler. La unitat havia estat evacuada de Kirkenes, a l'extrem nord-est de la regió de Noruega, a mesura que les forces soviètiques avançaven cap a la ciutat i estava desorganitzada en el moment de l'operació Catecisme. La majoria dels pilots de Bardufoss eren inexperts i mal entrenats, i la unitat no havia estat informada adequadament sobre la presència del Tirpitz a la zona. Ehrler va arribar a Bardufoss el 9 de novembre en ruta cap a Alta, i va decidir romandre-hi fins al matí del 12 de novembre per supervisar un programa d'entrenament d'emergència per als pilots de caça.

## Atac

### Inici
La decisió d'iniciar l'Operació Catecisme es va prendre a primera hora del 12 de novembre. Una previsió meteorològica emesa a la tarda de l'11 de novembre va predir que es podrien trobar núvols al nord de Noruega. Un dels avions meteorològics Mosquito va sobrevolar la zona aquella nit i la seva tripulació va informar que havien trobat taques de núvols quan van tornar a Escòcia poc després de la mitjanit de la nit de l'11 al 12 de novembre. No obstant això, el comandant del grup número 5, el comandant aeri Ralph Cochrane, va decidir intentar un altre atac amb l'esperança que els bombarders es trobessin amb un temps clar sobre Tromsø. El pla per a aquesta operació va continuar sent el mateix que el de l'Operació Obviate, amb la força d'atac per utilitzar rutes idèntiques.
Es van enviar un total de trenta-dos Lancasters. L'esquadró 617è va aportar divuit bombarders i l'esquadró 9è tretze. Igual que amb les Operacions Paravane i Obviate, se'ls va unir un Lancaster equipat com a avió cinematogràfic del 463è Squadron RAAF. El paper d'aquest avió era recopilar material per utilitzar-lo en pel·lícules de propaganda. El 7è Esquadró Lancaster, inclòs el del seu comandant de l'ala James Bazin, no van poder participar, ja que no els podien netejar a temps la neu i el gel que s'hi havien format durant la nit. L'avió núm. 617 de l'Esquadró va enlairar-se entre les 2:59 i les 3:25 de la matinada BST, i l'avió de l'Esquadró 9è entre les 3:00 i les 3:35 de la matinada BST. L'avió pilotat pel comandant adjunt de l'esquadró 9è el cap de l'esquadró Bill Williams, va ser un dels qui van ser capaços d'enlairar-se i va assumir el comandament de la unitat.
Els Lancaster van sobrevolar individualment el mar de Noruega. Com havia estat el cas durant l'Operació Obviate, van creuar la costa noruega entre les ciutats de Mosjøen i Namsos, on s'havia localitzat un buit en la cobertura dels radars alemanys. Diversos bombarders van volar massa al nord i van arribar a l'abast de les estacions de radar alemanyes. La força d'atac es va reunir sobre el llac Torneträsk. Després de fer-hi dues voltes, l'oficial de comandament de l'esquadró núm. 617, el comandant de l'ala "Willie" Tait, va disparar una pistola de bengales des del seu avió per indicar a la força que anés a Tromsø. L'esquadró Lancaster 9è no va aconseguir arribar al llac Torneträsk a temps i va tornar a la base sense atacar.

### Aproximació
La força d'atac va continuar cap al nord-oest cap a Tromsø, i va pujar fins a 4.300 m per remuntar les muntanyes al llarg de la frontera de Suècia i Noruega. Van ser guiats per senyals de ràdio transmeses per un agent noruec de Milorg (moviment de resistència noruec) estacionat a prop de la frontera entre els dos països. Quan van arribar a la zona de Tromsø, tots dos esquadrons s'havien format en formacions soltes. L'esquadró 617è va dirigir l'atac, seguit de l'esquadró 9è. Els Lancaster es van agrupar en "gagles" de quatre a sis avions que volaven a altituds d'entre 4.300 m i 4.600 m. L'avió cinematogràfic núm. 463 de l'Esquadró es va apropar a Tromsø a 1.800 m i va caure a 610 m per evadir el foc antiaeri al començament de l'atac.
Les forces alemanyes a la zona de Tromsø no van respondre adequadament a les múltiples advertències dels bombarders britànics que s'acostaven. Entre les 7:39 i les 8:50 del matí BST, diversos llocs d'observació de la zona van informar d'haver vist Lancaster. Com que els primers avions que es van veure volaven cap a l'est, es va pensar que podrien dirigir-se a la Unió Soviètica. El Tirpitz no va rebre cap notificació dels informes fins a les 8:15 del matí BST i pocs informes es van transmetre al destacament JG 5 de Bardufoss. La sirena de l'atac aeri del Tirpitz va sonar a les 8:51 del matí, i Weber va informar la tripulació del vaixell set minuts més tard de la possibilitat d'un atac.
Cap a les 9:15 del matí. BST, Tirpitz es va posar en contacte amb Bardufoss per sol·licitar l'enviament de força aèria per proporcionar cobertura aèria. Era massa tard perquè cap dels avions arribés a Tromsø abans que arribessin els bombarders. El comandament local de la Luftwaffe va ordenar que els avions iniciessin l'atac a les 9:18 del matí. A causa de diversos retards, els avions no van començar a enlairar-se de Bardufoss fins a aproximadament a les 9:32 del matí. Ehrler va enlairar-se primer, però els altres es van endarrerir durant uns minuts mentre un avió aterrava a la pista. Ehrler va anar cap a la zona de Tromsø, però no va poder localitzar els bombarders britànics abans que els ataquessin. No és clar on van ser enviats els altres avions. Un informe posterior a l'atac indicava que havien estat enviats a la frontera amb Suècia, un altre que havien dirigit cap a Kaafjord i dos pilots afirmaven haver arribat a Tromsø després de la destrucció de Tirpitz.
Les condicions meteorològiques a Tromsø van continuar sent de cel clar quan la força d'atac va arribar a la zona. Tait va albirar el Tirpitz a 32 km de distància i, més tard, va recordar que estava "estirat i negra entre les seves xarxes antitorpedes com una aranya a la seva tela, siluetada sobre les brillants aigües blaves i verdes del fiord".

### Destrucció del Tirpitz
El Tirpitz va disparar els primers trets de la batalla a les 9:38 del matí BST quan va obrir foc contra els bombarders amb les seves armes principals de calibre de 15 polzades (380 mm) des d'un abast de 22,5 km, projectils de fragmentació-espoleta cronometrades. Creat per a bombarders antiaeris. Altres canons antiaeris també van disparar contra els Lancaster quan s'acostaven, però no els van poder aturar. No hi havia cap cortina de fum mentre volaven cap al nord-oest cap a les seves posicions de bombardeig.
L'atac va començar a les 9:41 del matí BST. L'avió de Tait va ser el primer a llançar el seu Tallboy, que va impactar contra el Tirpitz. L'esquadró 617è va completar el seu atac a les 9:44 del matí BST amb tots els avions bombarders. Els avions de l'esquadró 9è van començar a deixar caure els seus Tallboys a les 9:45 del matí BST. En aquest moment, el cuirassat estava en flames i cobert de fum. L'última bomba es va llançar a les 9:49 BST.
El Tirpitz va ser ràpidament destruït. El van impactar dos Tallboys que van penetrar a la seva coberta blindada. Un va tocar el costat de babord de la torreta "Bruno" a la secció avançada del vaixell, però no va explotar. L'altre va ser llançat per l'avió de Tait, a la meitat de babord del vaixell a prop de les vies per a la catapulta d'avions, i va explotar sobre la sala de calderes de babord. Aquesta explosió va causar greus danys que van provocar greus inundacions, incendis a tota la nau i unes temperatures de 15 a 20 graus fins a babord. Diverses altres bombes van detonar a l'aigua prop del Tirpitz, cosa que va causar més danys al casc i inundacions addicionals. Aquestes explosions també van crear grans cràters sota el vaixell i van fer esclatar gran part de la grava que havia estat abocada sota d'ell. Un altre Tallboy probablement va colpejar el Tirpitz. L'historiador John Sweetman afirma que aquesta bomba va rebotar al costat del vaixell. William H. Garzke i Robert O. Dulin han escrit que és probable que hagi penetrat a la coberta blindada a prop de la torreta "Cèsar" a la popa del vaixell i hagi provocat un incendi a prop d'un polvorí o magatzem de projectils. Gairebé tots els èxits i errades gairebé es van produir a babord del Tirpitz, cosa que el va desestabilitzar i va fer que el desplaçament augmentés ràpidament. Molts mariners que tenien armes antiaèries al Tirpitz van morir o ferits amb les bombes, cosa que va provocar una reducció significativa del volum de foc dirigit als Lancaster.
Després que la primera bomba va atacar el seu vaixell, Weber va ordenar a la tripulació evacuar la ciutadella blindada i intentar contrarestar les inundacions. Malgrat el desplaçament, Weber esperava que el Tirpitz no s'enfonsés, ja que l'aigua sota el seu casc era massa poc profunda. El control de les inundacions van ser perquè s'havien perdut els sistemes necessaris i el volum d'aigua que entrava al vaixell estava molt més enllà de la seva capacitat de lluitar-hi si haguessin estat operatius. Weber va ordenar que les cobertes inferiors fossin evacuades a les 9:45 del matí, moment en què la temperatura havia assolit entre 30 i 40 graus. A les 9:50 del matí va esclatar el polvorí de la torreta "Cèsar", que va causar grans danys. El desplaçament del Tirpitz va augmentar ràpidament i aviat va quedar de costat. Weber va donar l'ordre d'abandonar el vaixell. El cuirassat va continuar enfilant-se i va caure a les 9:52 del matí. En aquest moment gairebé 1.000 d'homes de la seva tripulació havien mort o havien quedat atrapats dins del casc.
Les tripulacions de diversos Lancaster van observar l'enfonsament del Tirpitz. L'avió de reconeixement de l'Esquadró 463è va fer una última passada per sobre del cuirassat a una altitud de només 15 peus per captar imatges de l'esdeveniment. Just després de les 11:00 del matí BST, un mosquit de reconeixement fotogràfic va sobrevolar la regió de Tromsø i va fotografiar el naufragi. L'agent del servei secret d'intel·ligència, Egil Lindberg també va enviar informes de ràdio des de Tromsø confirmant que el Tirpitz havia estat destruït.

## Conseqüències

### Esforços de rescat

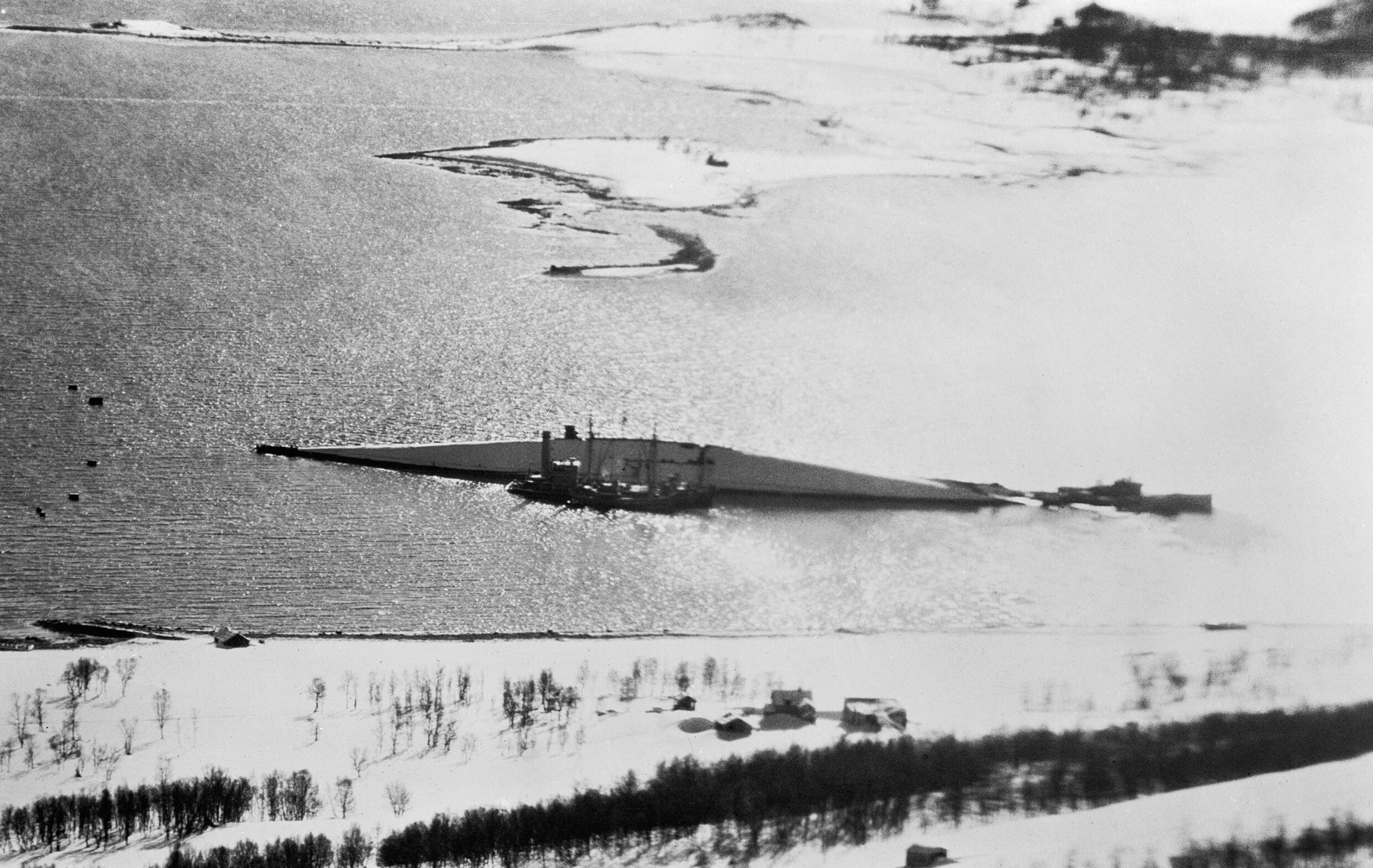
Fotografia aèria que mostra el vaixell Tirpitz, bolcat després de l'Operació Catecisme

Les forces alemanyes a la zona de Tromsø van intentar rescatar els membres supervivents de la tripulació del Tirpitz. Al cap de dues hores, 596 tripulants havien nedat fins a la costa o havien estat rescatats de l'aigua. Altres van quedar atrapats a les bosses d'aire dins del naufragi. Aquests homes estaven condemnats a no ser que poguessin traslladar-se al que abans era el fons del vaixell i ser rescatats abans que s'esgotés el subministrament d'aire. Poc després de la caiguda del Tirpitz, grups de mariners van pujar al casc i van pintar marques en llocs on sentien signes de vida. Es necessitaven torxes d'acetilè per tallar el casc espès i inicialment no n'hi havia cap disponible. Els civils noruecs locals que posseïen torxes els van amagar i només se'n va poder trobar una. Un total de 87 homes van ser rescatats del casc durant les 24 hores posteriors a l'atac. l'operació de rescat va continuar durant dos dies més i finalment es va abandonar quan es va avaluar que el subministrament d'oxigen a l'interior del naufragi s'hauria esgotat; durant aquest període no es van recuperar supervivents. Les estimacions del nombre total de mariners i oficials morts varien, però les xifres més habituals són entre 940 i 1.204. Weber i tots els seus oficials superiors estaven entre els morts.
Molts civils noruecs a Tromsø es van mostrar satisfets que el Tirpitz hagués estat destruït, sobretot perquè significava el final d'una ordre que obligava a llogar allotjament als membres de la seva tripulació. Diversos civils que van mostrar alegria per l'esdeveniment en públic van ser arrestats per la Gestapo. Altres noruecs es van entristir per la forma en què la tripulació del cuirassat havia mort.
Els obrers van començar a desballestar el Tirpitz poc després de finalitzar els esforços de rescat i van continuar fins a finals dels anys cinquanta. Abans del final de la guerra, el personal alemany va treure les hèlixs de bronze del vaixell i alguns altres components perquè es poguessin fondre. [75] Les restes van vendre a una empresa noruega de venda de ferralla el 1948 i es va desmantellar en el lloc mateix. Els treballs de salvament es van acabar el 1957, moment en què s'havia eliminat la majoria de les restes del cuirassat. Les restes humanes que van ser recuperades del naufragi pels desballestadors van ser inicialment enterrades al costat de parts no desitjades del Tirpitz, però van cessar després de les queixes d'un ministre de l'església local. Les restes de centenars d'altres van ser recuperades i enterrades als cementiris noruecs.

### Retorn a la base
Un dels Lancaster del 9è esquadró va resultar greument danyat pels trets antiaeris i el seu pilot va decidir intentar aterrar a Suècia. La tripulació va poder establir contacte per ràdio amb les forces militars sueques que disposaven d'un petit camp d'aviació a Naisjärv, que el varen preparar per a l'aterratge del bombarder. Quan un dels motors del Lancaster es va aturar mentre intentava aterrar, el pilot va aterrar amb ventre en un camp prop d'un poble. Cap dels tripulants va resultar ferit i tots van ser atesos pel govern suec. Posteriorment van ser repatriats al Regne Unit.

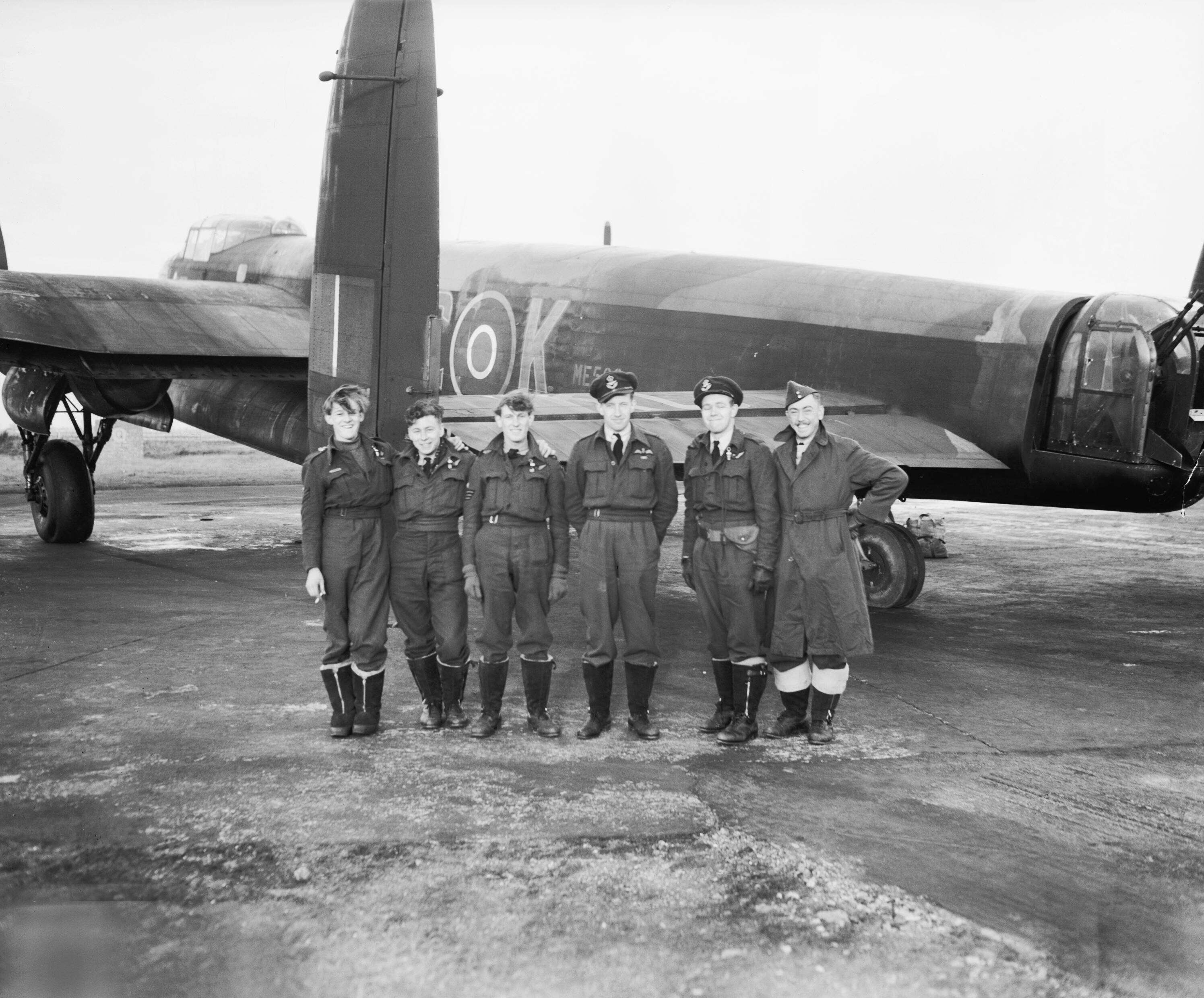
Tripulació de l'esquadró 617è poc després de tornar de l'Operació Catecisme

El vols de tornada a la base, dels altres Lancaster va ser complicada pels vents adversos que bufaven a la zona. A causa de l'escassetat de combustible, molts van haver de desviar-se a camps d'aviació alternatius, però tots van aterrar amb seguretat durant la tarda del 12 de novembre. Dos Lancasters van aterrar a RAF Banff, un dels quals encara portava el seu Tallboy que havia quedat penjat. Després d'aturar-se, i moments després que la tripulació abandonés l'avió, el Tallboy es va alliberar i va xocar contra el formigó. L'avió de reconeixement va volar directament a la seva base, la RAF Waddington, on el seu pilot va ser interrogat pel comandant de la RAF, Cochrane. Els esquadrons de bombarders van tornar a les seves bases durant els dos dies següents.
Els dies posteriors a l'atac, els aviadors van rebre les felicitacions del rei George VI, del primer ministre Winston Churchill, del gabinet de guerra i de molts altres. A tots ells se'ls va concedir un període de permís de 48 hores. Churchill va ser felicitat pels seus omolegs els líders aliats Franklin D. Roosevelt i Joseph Stalin. El Ministeri de l'Aire va emetre un comunicat anunciant la destrucció del Tirpitz el 13 de novembre, que va donar lloc a informacions de celebracio a molts diaris britànics l'endemà. De l'esdeveniment també se'n va informar de manera destacada a molts altres països. Tait i Williams van viatjar a Londres el 14 de novembre per fer una conferència de premsa. Els dos aviadors també van fer entrevistes; Tait va descriure la incursió en una emissió de la BBC i Williams va parlar amb el corresponsal nord-americà de la CBS Edward R. Murrow. L'èxit de l'Operació Catecisme va provocar celebracions als països aliats. El Tirpitz va ser vist com un símbol del règim nazi, i la seva destrucció va proporcionar més proves que la guerra s'estava acabant. Tot i això, Tait es mostrava escèptic pel que fa al valor de l'operació, i més tard va assenyalar en els seus papers privats que "no havia contribuït molt a la victòria aliada", ja que el cuirassat destruït no havia representat una amenaça.
Moltes de les tripulacions involucrades en l'Operació Catecisme van ser condecorades en reconeixement de la seva participació en l'atac. Cochrane va recomanar Tait per a la Creu Victòria. Tot i que la recomanació va ser aprovada pel mariscal en cap Sir Air Harris, cap del Comandament de Bombarders, la medalla no es va atorgar. En lloc d'això, Tait va rebre una tercera barra per la seva Distinguished Service Order (DSO). La cita reconeixia la seva "valentia conspícua i la seva devoció extrema al deure davant l'enemic, exemplificat constantment durant un llarg període de vol operatiu" i el seu paper en la direcció de tres atacs contra el Tirpitz.The London Gazette: no. 36883. p. 273. 5 January 1945. Dos pilots més van rebre el DSO i sis aviadors van rebre la Distinguished Flying Cross.
La destrucció del Tirpitz va alliberar recursos aliats per a altres teatres d'operacions. Més de la meitat de la flota es va desplegar en altres llocs, inclosos molts vaixells enviats al Pacífic per combatre les forces japoneses.

## Avaluacions

### Alemanys
La pèrdua del Tirpitz va ser un desastre per a les unitats militars alemanyes al nord de Noruega. A més de les greus pèrdues de vides, la destrucció del cuirassat va deixar la Kriegsmarine sense cap dels vaixells capitals necessaris per amenaçar les rutes del comboi aliat. Ehrler i diversos membres del personal assignat a llocs d'observadors, armes antiaèries i vaixells van ser portats davant d'un tribunal militar i empresonats. Ehrler va ser condemnat per haver abandonat la sala d'operacions de la seva unitat sota el comandament d'un sotsoficial el 12 de novembre. Va ser condemnat a tres anys de presó, però va ser alliberat al cap d'un mes i degradat. Va ser assassinat en combat el 4 d'abril de 1945. Molts comentaristes i membres de JG 5 creuen que Ehrler va ser tractat com un boc expiatori. Dönitz també va ordenar que es fes una investigació sobre per què va bolcar el cuirassat. La investigació va concloure que "la profunditat real de l'amarratge preparat no s'ajustava als requisits i instruccions del comandant en cap".

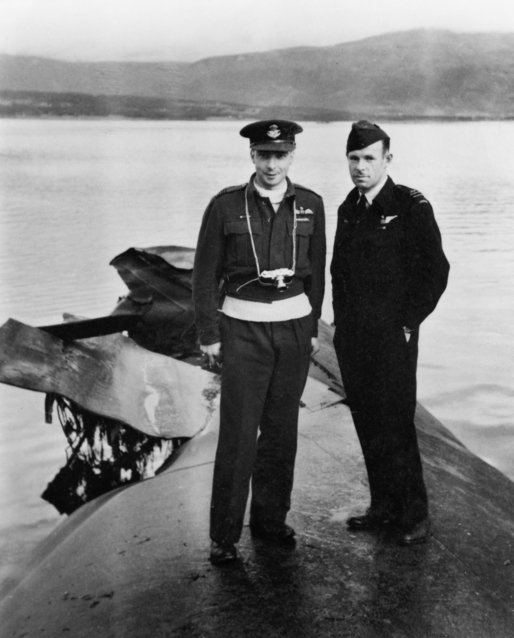
El comandant de l'ala de la RAF, Willie Tait (a l'esquerra) i un oficial australià situat al naufragi de Tirpitz a finals de 1945

No és clar per què els combatents de Bardufoss no van aconseguir protegir el cuirassat. Gran part de la documentació rellevant no va sobreviure a la guerra, i els relats dels supervivents de vegades són contradictoris. Sweetman va sentenciar que el fracàs finalment va ser de l'ordre d'interceptar els bombarders que es va emetre massa tard i de la manca de plans clars per coordinar la defensa. Va atribuir el primer als retards en reconèixer que els bombarders es dirigien al Tirpitz, així com a cadenes de comunicació ineficients que van frenar la velocitat amb què es podia actuar amb aquesta informació. Per exemple, el personal naval alemany no podia passar informació directament als seus equivalents de la Luftwaffe, ja que els missatges havien d'enviar-se per canals de servei únic i només es podien transmetre entre serveis a nivells relativament superiors. L'historiador Daniel Knowles va arribar a una conclusió similar, qualificant les defenses de Tirpitz de "caòtiques" a causa de les pobres comunicacions entre el cuirassat i Bardufoss.

### Britànics
L'exèrcit britànic va fer diverses anàlisis de l'atac. El desembre de 1944, la seu del grup núm. 5 va investigar la precisió del bombardeig. Aquesta anàlisi va trobar que l'esquadró 617è havia estat molt més precís que l'esquadró 9è, possiblement a causa dels bombarders d'aquest últim esquadró que introduïen una velocitat de vent imprecisa en els seus punts de mira. La mes gran estabilitat automàtica de les bombes equipades a l'avió de l'esquadró 617è també pot haver contribuït a la diferència.
Els dies 21 i 22 de maig de 1945, després del final de la Segona Guerra Mundial a Europa, un equip de la RAF va viatjar a Noruega per investigar les causes de l'enfonsament del Tirpitz's. Durant el viatge van inspeccionar el naufragi del cuirassat i van entrevistar oficials clau alemanys. En el seu informe, l'equip va assenyalar que els danys causats al Tirpitz's durant les Operacions Source i Paravane mai s'havien reparat completament. L'equip va concloure que el cuirassat havia estat colpejat directament per dos Tallboys. Un equip de la Direcció de Construcció Naval de la Royal Navy també va inspeccionar el sinistre entre el 4 de setembre i el 14 d'octubre de 1945 i va entrevistar testimonis de l'atac. Aquest equip va sentenciar que la manca d'integritat estanca derivada dels defectes del disseny de Tirpitz's, així com les portes estances que dividien compartiments quedaven obertes quan la tripulació era evacuada i va portar el cuirassat a enfonsar-se ràpidament. Sweetman va assenyalar que no hi havia, per tant, cap causa única de la pèrdua definitiva de Tirpitz's, ja que va ser el resultat de la combinació de dos cops directes, el dany causat per gairebé cinc i els problemes amb el disseny del cuirassat.

### Historiografia

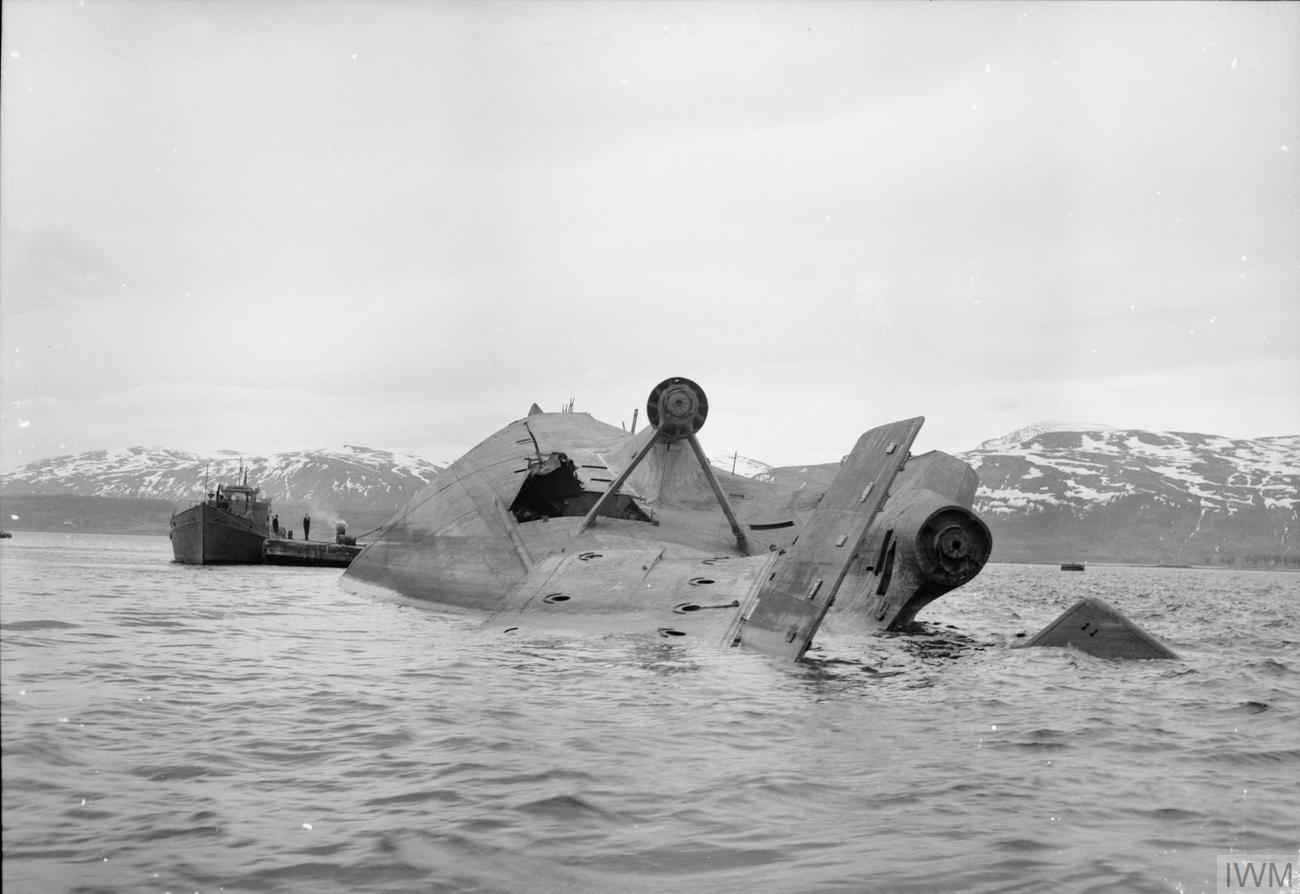
El naufragi del Tirpitz després de la guerra

Els historiadors tenen opinions diferents sobre si eren necessaris els atacs finals al Tirpitz. Angus Konstam ha escrit que el cuirassat no representava cap amenaça per al transport marítim aliat des de l'abril de 1944 a causa dels danys causats a les operacions Source i Tungsten. Va argumentar que els atacs posteriors van ser motivats per Churchill i altres membres del gabinet de guerra que tenien una "obsessió" per destruir el Tirpitz, i que les operacions Obviate i Catecisme es van fer principalment amb finalitats propagandístiques. Patrick Bishop ha observat que "el zel de la persecució, instigat per Churchill, sembla excessiu ara, però el moment de la guerra va crear la seva pròpia dinàmica", i que l'Operació Catecisme va contribuir poc a acabar la guerra. De la mateixa manera, Niklas Zetterling i Michael Tamelander han sentenciat que, tot i que "els britànics no eren plenament conscients que els alemanys havien desestimat el Tirpitz com a arma ofensiva a la tardor de 1944, els seus darrers esforços semblen gairebé excels". La història oficial de la intel·ligència britànica a la Segona Guerra Mundial afirma que l'ús que va fer Dönitz del cuirassat per lligar els recursos aliats va tenir èxit, i "en els seus darrers dies va destacar breument" en aquest paper.
Altres historiadors creuen que els atacs estaven justificats. Sweetman ha escrit que, mentre els serveis d'intel·ligència aliats van equivocar-se en creure que el Tirpitz es podria reparar i tornar al servei després de l'Operació Paravane, els dirigents britànics van actuar correctament sobre la informació de què disposaven ordenant nous atacs. John Ellis va arribar a una conclusió similar i també va argumentar que les operacions Obviate i Catecisme estaven justificades, ja que contribuïen a mantenir la campanya d'enganys Fortitude North que havia portat els alemanys a mantenir forces terrestres poderoses a Noruega en la creença equivocada que els aliats hi planejaven desembarcaments amfibis. El contraalmirall de la Marina dels Estats Units retirat William H. Langenberg va sentenciar que "a causa de la seva importància estratègica, tots els intents aliats de desactivar o enfonsar el Tirpitz estaven justificats".
Hi ha consens sobre que la feina va ser ben executada per les forces aliades mentre les forces alemanyes fracassaven. Konstam va assenyalar que les Operacions Paravane, Obviate i Catecisme estaven "ben planificades i dirigides" i "proporcionaven un final net a la que havia estat una llarga i sovint tortuosa campanya aèria". Sweetman va escriure que, tot i que els avions i les bombes de la Royal Navy podrien haver destruït el Tirpitz "amb sort", la combinació del bombarder Lancaster, altament capaç, i la potent bomba Tallboy s'adaptaven millor a aquesta tasca, ja que eliminava "qualsevol element de la sort, proporcionant precisió en els resultats que es podien obtenir". Bishop va afirmar que, mentre la tripulació del Tirpitz" va complir amb el seu deure i va defensar el seu vaixell fins a l'últim moment", la Luftwaffe va fracassar. Jan Forsgren va observar que la manca d'atenció a la defensa del cuirassat per part de l'alt comandament alemany era "bastant notable" a la llum dels atacs britànics anteriors.

## Commemoració
Els esquadrons 9è i 617è han tingut una llarga rivalitat sobre quina és la unitat que mereix el reconeixement per haver destruït el Tirpitz. Aquesta rivalitat va començar immediatament després de l'Operació Catecisme. El 1950 el govern noruec va presentar a la RAF una part d'una mampara retirada del naufragi que la tripulació del Tirpitz que havia pintat amb una representació del cuirassat. Això es va mostrar inicialment a la RAF Binbrook, des d'on havien operat els esquadrons 9è i 617è durant els períodes de la Segona Guerra Mundial, però aviat va ser robat pel personal de l'esquadró 9è que el va instal·lar a la seu de la seva unitat. Durant els següents cinquanta anys, els esquadrons van fer operacions elaborades per robar-se el trofeu. Va ser lliurat al Royal Air Force Museum el 2002 i actualment està exposat al Royal Air Force Museum de Londres.
L'enfonsament del Tirpitz és commemorat amb diversos monuments. El monument principal és una petita llosa de granit en record del vaixell i dels mariners assassinats a bord, al cementiri Ehrenfriedhof de Wilhelmshaven, Alemanya. Els supervivents del Tirpitz van celebrar una cerimònia a la capella del cementiri el 12 de novembre de cada any almenys fins al 2014. El Museu Tirpitz de Kaafjord té articles i fotografies associades al cuirassat. Altres objectes retirats del naufragi s'exhibeixen en un museu de Tromsø i en altres museus de tot el món. Algunes de les plaques d'armadura del cuirassat es van vendre a l'Administració de Carreteres Públiques de Noruega, que encara les utilitza per cobrir excavacions en carreteres de la regió d'Oslo. [113] Les restes del cuirassat que queden a l'aigua de Håkøya han estat registrades com a àrea protegida i són tractades com una fossa de guerra.